# Stankovićev pokal
Stankovićev pokal ali tudi kontinentalni turnir za Stankovićev pokal je mednarodni košarkarski turnir za nacionalne moške reprezentance, ki ga vsako leto organizira Mednarodna košarkarska zveza (FIBA). Tekmovanje je poimenovano po njenem dolgoletnem generalnem sekretarju Borislavu Stankoviću, gostitelj prireditve pa je Ljudska republika Kitajska. 

## Tekmovanje
Vsaka celina ima vsaj enega povabljenega predstavnika na turnirju. Prvo tekmovanje je bilo organizirano leta 2005 v Pekingu, osvojila pa ga je reprezentanca Litve. Drugi turnir je bil organiziran leta 2006 v mestih Nanking in Kunshan, kjer je zmagala Grčija. Tretja ponovitev je bila v letu 2007 v mestu Guangzhou in Macao, zmagala je ekipa Slovenije. Četrti turnir je bil organiziran leta 2008 v Hangzhou, osvojila ga je Angola. Leta 2009 je v Kunshanu peti zmagovalec turnirja postala ekipa Avstralije.

## Uvrstitve
| Leto          | Gostitelj         | Zlata medalja        | Srebrna medalja | Bronasta medalja         |
| ------------- | ----------------- | -------------------- | --------------- | ------------------------ |
| 2005 Turnir   | Peking            | Litva                | Argentina       | Avstralija               |
| 2006 Turnir   | Nanking/Kunšan    | Grčija               | Nemčija         | Francija                 |
| 2007 Turnir   | Guangzhou · Makav | Slovenija            | Kitajska        | NBA D-League Ambasadorji |
| 2008 Turnir   | Hangzhou          | Angola               | Kitajska        | Srbija                   |
| 2009 Turnir   | Kunshan           | Avstralija           | Turčija         | Kitajska                 |
| 2010 Turnir   | Liuzhou           | Slovenija            | Avstralija      | Kitajska                 |
| 2011/1 Turnir | Haining           | Angola               | Avstralija      | Rusija                   |
| 2011/2 Turnir | Guangzhou         | Nova Zelandija       | Rusija          | Kitajska                 |
| 2012 Turnir   | Guangzhou         | Kitajska             | Avstralija      | Tunizija                 |
| 2013/1 Turnir | Lanzhou           | Australia University | Argentina       | China Olympic            |
| 2013/2 Turnir | Guangzhou         | Argentina            | Kitajska        | Nigerija                 |
| 2014 Turnir   | Luoyang           | Russia B             | Slovenija       | Kitajska                 |
| 2015 Turnir   | Luoyang           | New Zealand          | Mehika          | Venezuela B              |